# My Best Friend's Birthday
My Best Friend's Birthday (L'aniversari del meu millor amic) és una pel·lícula amateur en blanc i negre parcialment perduda. Fou dirigida, co-escrita, co-produïda, editada i protagonitzada per Quentin Tarantino.

## Argument
És l'aniversari d'en Mickey i la seva parella l'acaba de deixar, així que el seu millor amic Clarence intentarà fer-li quelcom inoblidable pel seu aniversari.

## Repartiment
- Quentin Tarantino com Clarence Poole
- Craig Hamann com Mickey Burnett
- Crystal Shaw com Misty
- Allen Garfield com a magnat de l'entreteniment
- Al Harrell com Clifford
- Brenda Hillhouse com a esposa
- Linda Kaye com a ex-parella
- Stevo Polyi com DJ
- Alan Sanborn com Nutmeg
- Rich Turner com Brandon Turner
- Rowland Wafford com Lenny Otis

## Producció
La pel·lícula, escrita per Quentin Tarantino i Craig Hamann, va ser produïda durant la seva joventut, quan els dos treballaven al videoclub Video Archives de Manhattan Beach, California. El projecte començà l'any 1984 quan Hamann va escriure un guió curt d'entre 30 i 40 pàgines.
Tarantino es va unir al projecte com a director i coguionista, i ell i Hamann van ampliar el guió fins a unes 80 pàgines. Amb un pressupost aproximat de 5.000$, van rodar la pel·lícula en 16mm durant els següents quatre anys. Tant Tarantino com Hamann van protagonitzar la pel·lícula juntament amb alguns companys de classe i treballadors del videoclub, i també van treballar en la producció juntament amb d'altres treballadors del videoclub com ara Rand Vossler i Roger Avary.
La durada original del film era d'uns 70 minuts, però a causa d'un incendi es va destruir gran part del material, quedant-ne sols 36 minuts. El material supervivent va ser editat junt i s'ha projectat en diferents festivals de cinema, tot i que no s'ha arribat a publicar oficialment. Alguns dels actors han aparegut posteriorment en altres pel·lícules de Tarantino com ara Reservoir Dogs, Pulp Fiction i Kill Bill.
Tot i que el film no s'ha conservat, molts elements van ser reutilitzats per Tarantino en futurs projectes, destacant la pel·lícula True Romance de 1993 dirigida per Tony Scott.